# Дракул (роман)
Дракул (енгл. Dracul) је хорор роман из 2018. године, који представља преднаставак романа Дракула Брема Стокера. Књигу су написали Дејкер Стокер, Бремов праунук, и амерички писац Џ. Д. Баркер. Ово је други роман Дејкера Стокера, након његовог наставка Дракуле из 2009, Дракула немртви.
У припреми за писање романа, Стокер и Баркер су се позивали на белешке Брема Стокера о Дракули, његове рукописе, његову исландску варијанту Моћи таме и приповетку „Дракулин гост”, док је Стокер посетио и локације које се помињу у књигама и дневнику Брема Стокера. Дракул садржи необјављених првих 100 страница рукописа о Дракули. Примарно смештен у 1868, роман поставља 21-годишњег Брема Стокера као свог централног лика, док он бележи своје детињство и редослед догађаја који су га довели до суочавања са грофом.
Књигу је у Србији објавила издавачка кућа Вулкан 2019. године, у преводу Мирка Бижића.

## Радња
Двадесетједногодишњи Брем Стокер закључао се у напуштеној кули да би се суочио са неописивим злом. Наоружан само огледалима, распећима, светом водицом и пиштољем, моли се да преживи најдужу ноћ у животу. Очајнички желећи да остави запис о ономе чему присуствује, присећа се догађаја из прошлости. Сећања га враћају у детињство, које је као болешљиви дечак често проводио у кревету, док се о њему бринула дадиља, девојка по имену Елен Kрон. Kада се у оближњем граду догоди низ необичних смрти, Брем и његова сестра Матилда приметиће да се Елен чудно понаша, али мистерија ће остати нерешена јер дадиља изненада нестаје из њихових живота. Након неколико година, Матилда се враћа са студија у Паризу како би рекла Брему да је видела Елен и да кошмар, за који су сви веровали да је одавно готов, тек почиње.

## Пријем
За разлику од помешане реакције на Стокерово претходно дело, роман Дракула немртви, критички одговор на роман Дракул био је позитиван. Kirkus Reviews написао је да ће роман „без сумње бити хит међу обожаватељима хорора и филмова о чудовиштима – и то са добрим разлогом”, уз напомену да је ово „жива, иако нељупка прича, у којој некада грозничави Брем постаје нека врста Индијане Џоунса”.
За Financial Times, Зои Апостолидес је написала да „тумачење живота породице Стокер представља узбудљиво ново истраживање стварања романа и његовог творца”, и да је „овај додатак канону бриљантно забавно штиво”.
Енџи Бери, пишући у мешовитој рецензији за Criminal Element, изјавила је да „Дракул не иде много на нови терен. Али његово биографско уоквиривање и фокус на Елен Крон ипак га чине убедљивим, забавним штивом”.